# Newer Volcanics Province

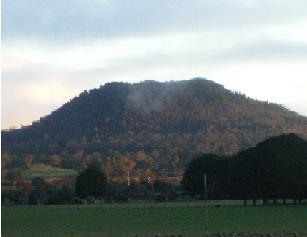
Vulkankrater des Mount Napier

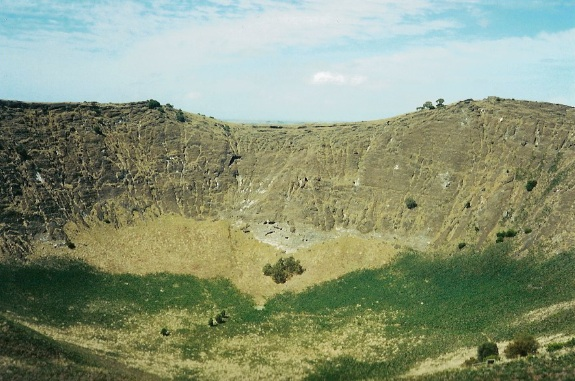
Das Kraterinnere des Mount Schank

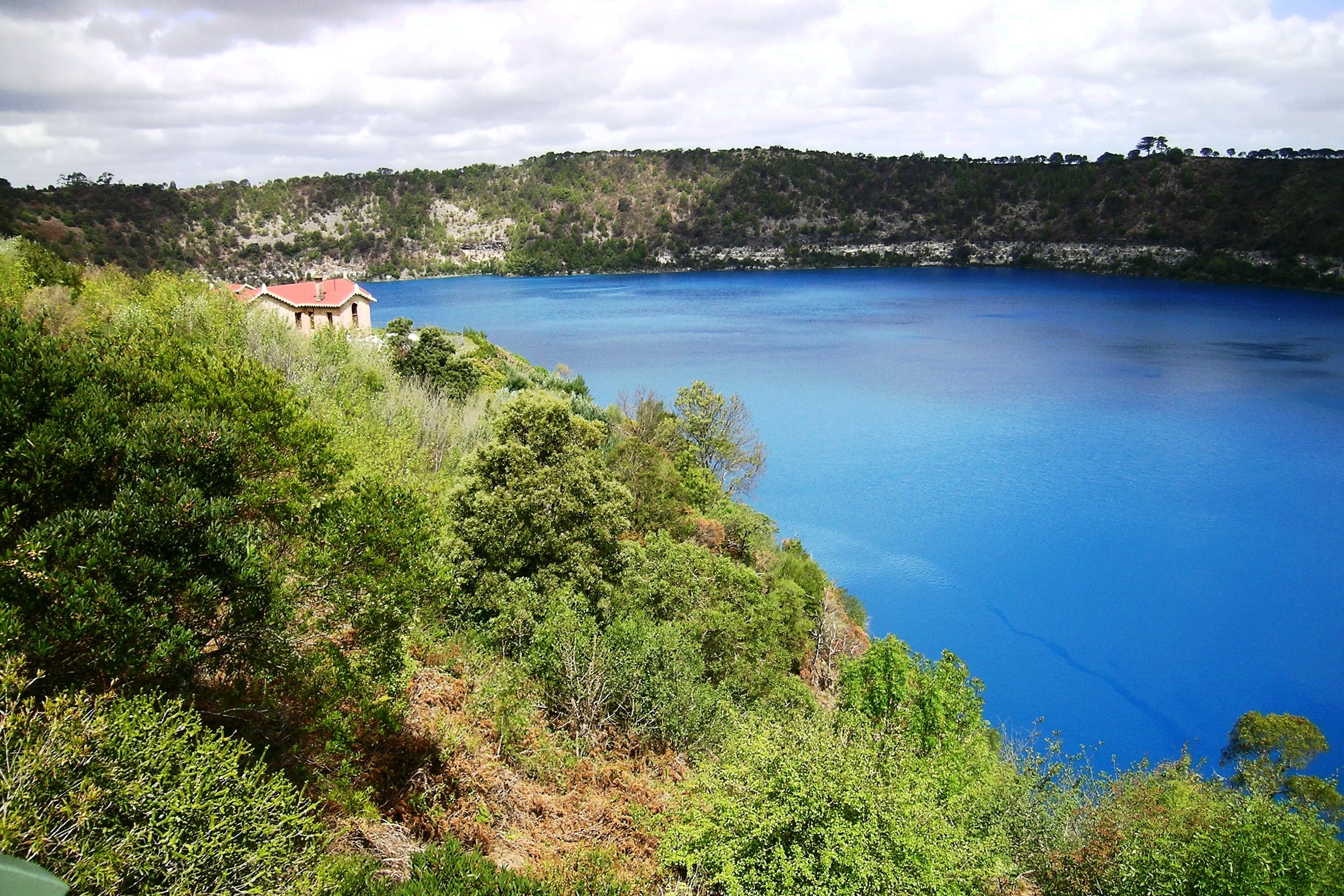
Der Mount Gambier, ein Maar, mit dem Blue Lake

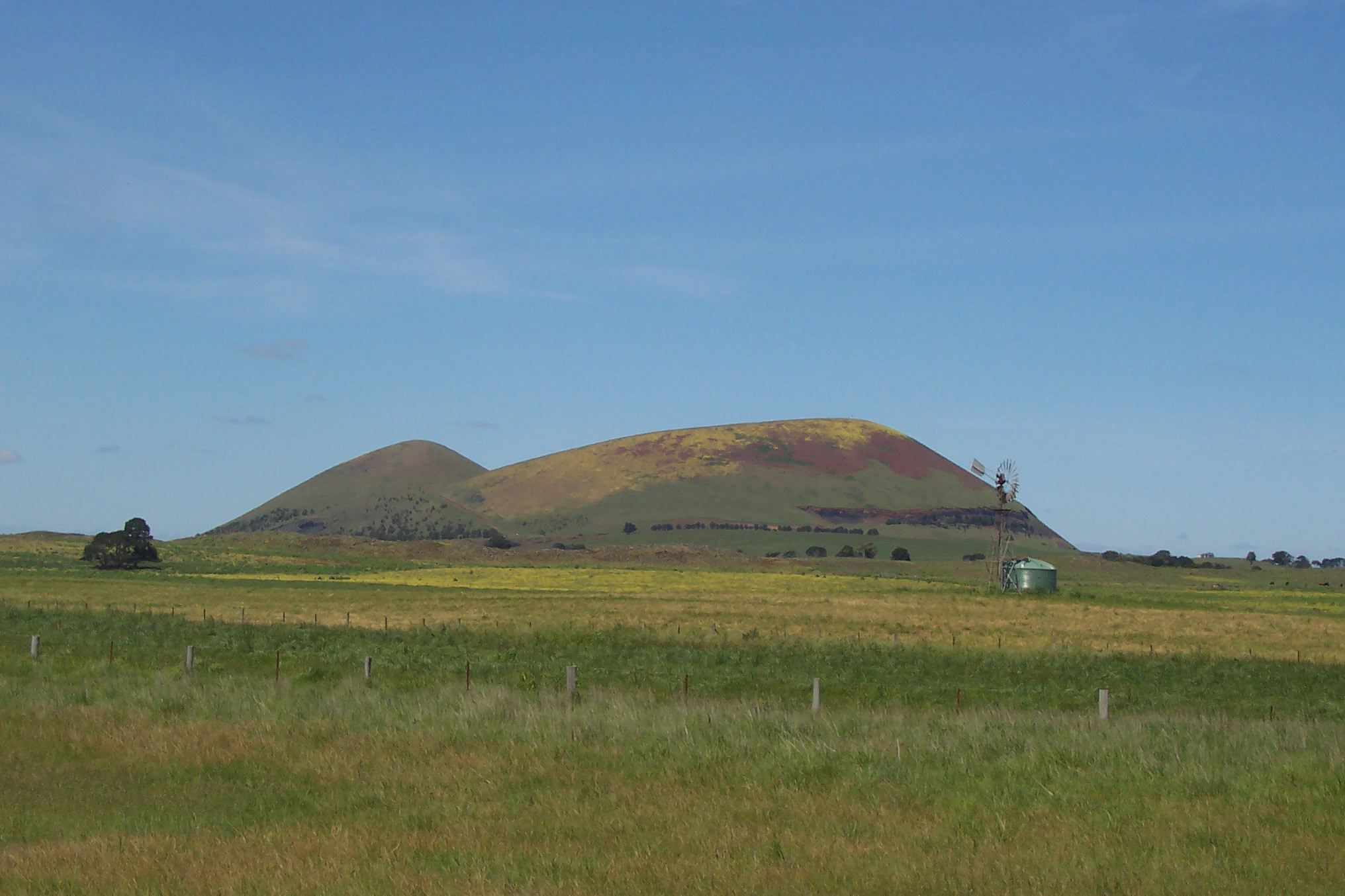
Mount Elephant, Aschen- und Schlackenkegel

Die Newer Volcanics Province ist ein 23.000 km² großer Vulkankomplex, der sich hauptsächlich über das südwestliche Victoria und zum geringen Teil bis ins südöstliche South Australia erstreckt. Es ist der größte Vulkankomplex Australiens und bedeckt 10,36 % der Fläche des Bundesstaates Victoria.
Der Komplex umfasst über 400 Vulkane, die jünger als 7 Millionen Jahre sind, wovon die meisten durch den Einfluss des East Australia Hotspot über dem südöstlichen Australien vor 4,5 bis 2 Millionen Jahren entstanden. Zahlreiche Vulkane wurden jedoch durch den Einfluss der Menschen im Verlauf der europäischen Besiedlung durch die Anlage von Steinbrüchen, Landwirtschaft und Besiedlung verändert oder zerstört.
Im Gebiet der Province befinden sich sechs Stätten des UNESCO-Welterbes und 14 Nationalparks. Die geologische Geschichte hinterließ bedeutende Zeugnisse vom Tertiär bis zum Quartär. Durch zahlreiche Vulkanausbrüche floss Lava über die damals existierende Landschaft, in Täler, ins Meer und bildete zahlreiche Vulkankrater und -landschaften aus.

## Kultur
Viele der Vulkanausbrüche sind durch die Aborigines in ihren mündlichen Überlieferungen und in ihrer Traumzeit bezeugt, die dort seit 45.000 Jahren leben. Sie nutzten vulkanisches Material zur Herstellung von Steinwerkzeugen und -waffen, bauten aus Vulkangesteinen Kanäle und Wehre, um Fische zu züchten und zu fangen. Die Gunditjmara bauten am Lake Condah Steinhütten und sie waren damit der einzige indigene Stamm Australiens, der feste Baulichkeiten aus Stein erstellte.

## Beispiele
Einige Beispiele von Vulkanen und Maaren in der Newer Volcanics Province sind:
- Lake Bullen Merri
- Mount Buninyong
- Mount Eccles
- Mount Elephant
- Mount Fraser
- Mount Gambier
- Tower Hill
- Mount Kooroocheang
- Mount Leura
- Mount Napier
- Mount Noorat
- Lake Purrumbete
- Red Rock
- Mount Schank
- Mount Warrenheip